# Liste der Naturdenkmale in Remshalden
| Naturdenkmale | Anzahl |
| ------------- | ------ |
| FND           | 18     |
| END           | 4      |
| Gesamt        | 22     |

Die Liste der Naturdenkmale in Remshalden nennt die verordneten Naturdenkmale (ND) der im baden-württembergischen Rems-Murr-Kreis liegenden Gemeinde Remshalden. In Remshalden gibt es insgesamt 22 als Naturdenkmal geschützte Objekte, davon 18 flächenhafte Naturdenkmale (FND) und 4 Einzelgebilde-Naturdenkmal (END).
Stand: 5. Juni 2025.

## Einzelgebilde (END)
| Name                     | Bild | Kennung     | Einzelheiten | Position | Fläche Hektar | Datum         |
| ------------------------ | ---- | ----------- | ------------ | -------- | ------------- | ------------- |
| Eiche und Buche          |      | 81190900001 | Remshalden   | ⊙        | 0,0           | 31. Dez. 1986 |
| Eiche                    | BW   | 81190900012 | Remshalden   | ⊙        | 0,0           | 23. Aug. 1979 |
| Erlenbrunnen             | BW   | 81190900013 | Remshalden   | ⊙        | 0,0           | 23. Aug. 1979 |
| Linde                    |      | 81190900009 | Remshalden   | ⊙        | 0,0           | 13. Nov. 1992 |
| Legende für Naturdenkmal |      |             |              |          |               |               |